# 农建乡
农建乡，是中华人民共和国四川省广元市旺苍县曾经下辖的一个乡。2020年5月，撤销化龙乡、农建乡，将原化龙乡和原农建乡骑龙村、农建村、青坪村、河东村、杨林村所属行政区域划归木门镇管辖。将原农建乡联盟村所属行政区域划归三江镇管辖。

## 行政区划
农建乡撤销前下辖以下地区：
骑龙村、农建村、青坪村、河东村、杨林村和联盟村。